# Coalition noire-rouge-violette

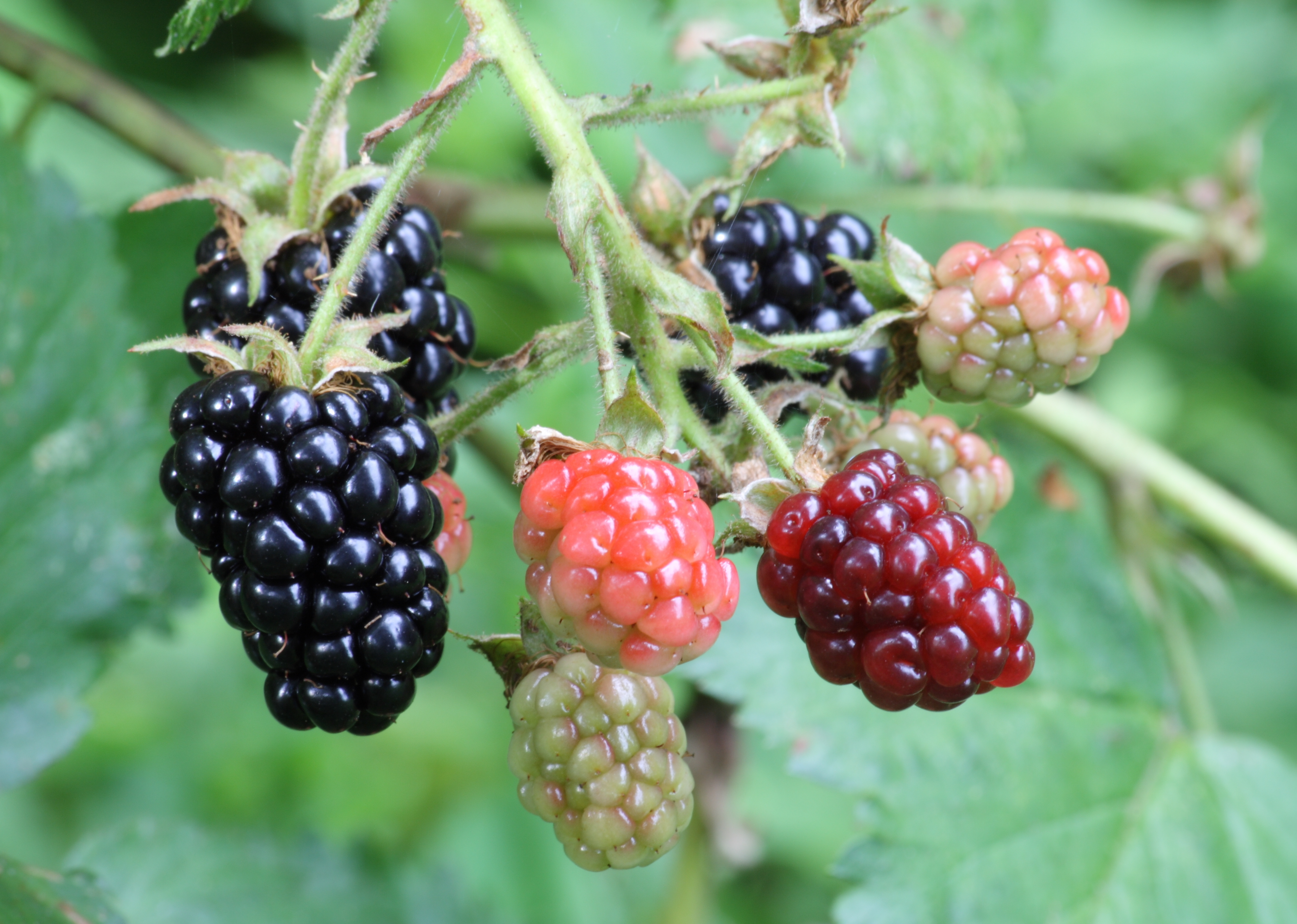
Mûres noires, rouges et violettes.

Une coalition noire-rouge-violette, ou coalition de la mûre (en allemand : Brombeer-Koalition), est un type de coalition gouvernementale allemande possible qui rassemble :
- l’Union chrétienne-démocrate d'Allemagne/Union chrétienne-sociale en Bavière (CDU/CSU, désignée simplement CDU ci-après) - le parti de la droite traditionnelle ;
- le Parti social-démocrate (SPD) - le parti de la gauche traditionnelle ;
- l'Alliance Sahra Wagenknecht (BSW) - parti de gauche attrape-tout créé en 2024.

Elle doit son nom aux différentes couleurs que prennent les mûres selon leur maturation, le noir, le rouge et le violet, qui sont les couleurs symbolisant respectivement la CDU, le SPD et la BSW.

Logos des partis CDU, SPD et BSW

## Terme
Ce terme a été utilisé pour la première fois en août 2024 par le politologue allemand Karl-Rudolf Korte (de) dans une contribution pour le journal Die Zeit,. Il a ensuite été utilisé par de nombreux autres médias,,,.
Le terme est alors utilisé pour décrire une possible coalition entre les partis CDU, SPD et BSW aux élections régionales (Landtagswahl) du 1er septembre 2024 en Thuringe et en Saxe (les sondages électoraux prévoyant une possible majorité au parlement en cas de coalition des trois partis). La percée du parti d'extrême-droite Alternative pour l'Allemagne (AfD) durant ces élections forcent effectivement les trois partis à négocier pour former une majorité dans ces deux parlements régionaux sans l'AfD. La question de la coalition mûre est aussi posée dans le cadre des élections régionales suivantes du 22 septembre 2024 en Brandebourg.

## Histoire

### Discussions dans le cadre des élections régionales de Thuringe et de Saxe de 2024
Avant même le résultat des élections régionales du 1er septembre 2024 en Thuringe et en Saxe, une possible coalition entre la CDU, le SPD et la BSW a été discutée sur la base des sondages électoraux. Le président de la CDU Friedrich Merz a d'abord annoncé son refus d'une telle alliance, puis a déclaré que ce refus ne concernait finalement que le gouvernement fédéral (Bundesregierung), faisant référence aux prochaines élections fédérales (Bundestagswahl) de septembre 2025. Son souhait est que les chefs régionaux de la CDU soient libres de négocier avec les chefs régionaux des autres partis. Après les élections régionales, plusieurs membres de la CDU ont appelé à une non-coopération avec le BSW, ce qui rendrait la coalition impossible,. Un obstacle majeur à la coopération noire-rouge-violette est le positionnement de la BSW vis-à-vis de la Russie et de la Guerre en Ukraine : la BSW s'oppose aux livraisons d'armes vers l'Ukraine et au stationnement de missiles américains à moyenne portée sur le sol allemand. Pour le parti de Sahra Wagenknecht, des engagements sur ces sujets de la part des deux autres partis sont des conditions indispensables à la négociation d'une coalition BSW-CDU-SPD.
En Thuringe, des discussions sur une coopération noire-rouge-violette ont commencé lorsqu'il est devenu évident que l'Alliance 90/Les Verts (Die Grünen) et le Parti libéral-démocrate (FDP) n'entreraient pas au parlement du Land (Landesregierung), les sondages plaçant les deux partis loin sous la barre des 5% des voix nécessaire pour obtenir des députés. Le résultat des élections régionales de 2024 en Thuringe ne donne certes pas la majorité absolue à la possible coalition noire-rouge-violette (à une seule voix près), mais étant donné le manque d'alternatives (refus de coalition de la CDU avec l'AfD et Die Linke, refus de coalition du SPD avec l'AfD), les trois partis ont commencé des négociations préliminaires pour une coalition,. De plus, la tête de liste de la CDU en Thuringe Mario Voigt s'est entretenu à Berlin avec la présidente de la BSW, Sahra Wagenknecht. Se sont ensuivies des discussions exploratoires (Sondierungsgesprächen) qui ont finalement abouti, le 12 décembre 2024, à la formation du tout premier gouvernement régional noire-rouge-violette en Allemagne. 
En parallèle, les élections régionales en Saxe ont donné le même jour une majorité à la possible coalition mûre. Directement après les résultats des élections, le premier ministre du Land (Ministerpräsident) Michael Kretschmer a évoqué la possibilité d'une telle coopération. Les représentants des partis se sont ensuite réunis pour des négociations appelées « discussions introductives » (Kennenlerngespräche). Kretschmer s'est également rendu à Berlin pour s'entretenir avec Sahra Wagenknecht et explorer la possibilité d'une coalition noire-rouge-violette. Fin octobre 2024, des discussions exploratoires ont commencé, qui ont été suspendus quelques jours plus tard par le SPD en raison d'un vote commun de la BSW avec l'AfD au parlement du Land pour une commission d'enquête sur le Coronavirus.

### Discussions dans le cadre des élections régionales de Brandebourg de 2024
Comme en Thuringe et en Saxe, une possible majorité des partis noire-rouge-violette avaient déjà circulé avant même les résultats des élections régionales du 22 septembre 2024 en Brandebourg. 
Cependant, après les élections, le SPD et la BSW disposent à eux deux d'une majorité pour former une coalition rouge-violette sans la CDU, qui a donc refusé de potentielles discussions sur une coalition mûre dans ce Land,.